# TV3 (Suecia)
TV3 (leído TV Tre) es un canal de televisión privado de Suecia, que pertenece a Viaplay Group. Fue fundado el 31 de diciembre de 1987 por el empresario Jan Stenbeck como el canal privado pionero de Suecia y el primero para toda Escandinavia, aunque pronto Dinamarca y Noruega desarrollaron sus propias versiones. Su programación se nutre de series y películas norteamericanas, junto con telerrealidad y otros formatos.
Desde su nacimiento, y al igual que el resto de canales pertenecientes a Viasat, la cadena emite vía satélite desde Londres (Reino Unido) para evadir la ley publicitaria sueca. Por ello, TV3 fue una de las primeras cadenas que emitió a través del satélite Astra 1A. Actualmente, TV3 está disponible tanto en satélite como en televisión digital terrestre, como canal de pago.

## Historia
Hasta 1987, el ente público Sveriges Television ostentaba el monopolio de la televisión en Suecia, por lo que los únicos canales existentes eran Kanal 1 y TV2. En ese año, el empresario Jan Stenbeck decide poner en marcha un canal de televisión privada llamado TV3, que se financiaba exclusivamente a través de la publicidad y emitiría para todo Escandinavia (Suecia, Noruega y Dinamarca).
La cadena no contó con una frecuencia en analógico por parte del Gobierno sueco, por lo que tuvo que emitir vía satélite desde el extranjero para eludir las leyes publicitarias suecas. A pesar de las dificultades y la polémica suscitada, el 31 de diciembre de 1987 comenzó sus emisiones regulares. Aunque en su primer año la programación estaba enfocada a tres países, Viasat decidió lanzar versiones propias para cada país unos años después, quedándose Suecia con la emisora principal.
Su difusión mejoró a partir de 1989, cuando TV3 fue uno de los primeros canales en emitir a través del satélite Astra A1. La emisión de eventos deportivos como Wimbledon o el mundial de hockey sobre hielo les hizo darse a conocer entre el público, hasta conseguir consolidarse cuando el Gobierno sueco concede una licencia, en 1990, a TV4 y acepta la televisión privada. En los siguientes años, TV3 se caracteriza por la emisión de numerosos programas de la televisión estadounidense, en especial series y películas. Viasat aprovecha el éxito de la cadena para lanzar canales temáticos como TV 1000 (dedicado al cine) o ZTV (emisora musical). En 1991, TV3 consigue beneficios por primera vez.
Durante la década de 2000, el Gobierno sueco concede a TV3 una frecuencia para emitir en televisión digital terrestre, aunque no se estableció definitivamente en ese sistema hasta 2004. En 2006, TV3 comienza a emitir desconexiones regionales, aunque éstas solo se utilizan para la emisión de publicidad.

## Identidad Visual

Logo de TV3 utilizado desde el 2000 hasta 2009
Logotipo actual de TV3 desde el año 2009

## Distribución
TV3 cuenta con una fuerte presencia en Escandinavia, donde todos los países salvo Finlandia tienen canal propio, y Europa del Este. En Suecia, TV3 emite por cable, satélite y TDT, con la señal codificada. El porcentaje de penetración de este canal es del 75%, según la empresa de mediación Mediamätning i Skandinavien. El canal está disponible en la oferta de Viasat, y desde 2008 también puede verse en Canal Digital.
Aunque TV3 contó con frecuencia de TDT desde 2000, dejó de emitir el 15 de agosto de 2001 por razones comerciales, y no volvió hasta el 12 de marzo de 2004. Durante unos meses de ese año la señal permaneció completamente abierta, hasta que el 1 de septiembre codificó la señal al pago.